# 鄂君启

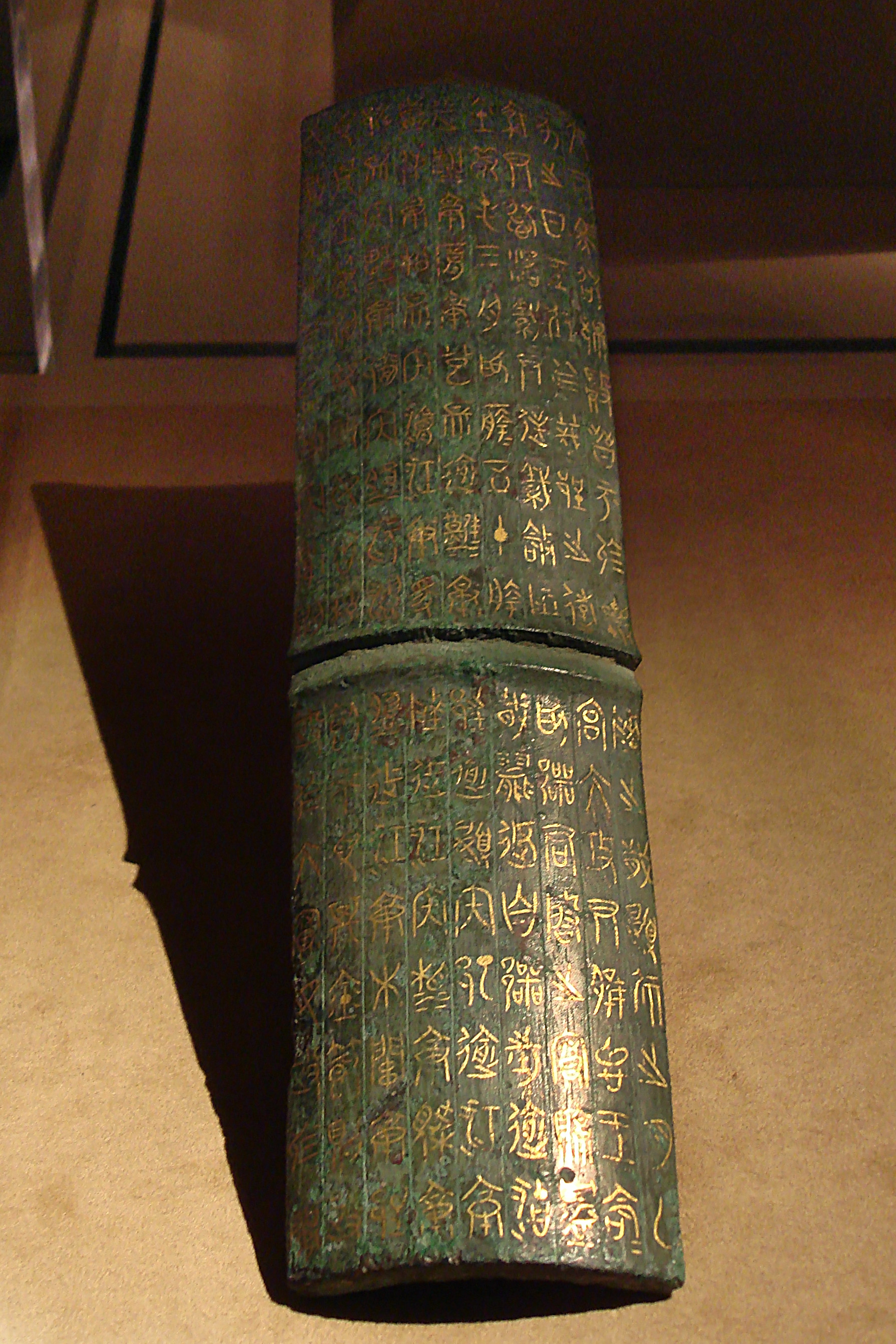
鄂君启节

鄂君启（？—？），芈姓，名启，中国战国时期楚国的公子，楚王将他封在鄂地，称之为鄂君，包山楚簡作噩君、君。杨宽《战国史》认为他是楚怀王的儿子鄂君子晳，子晳是他的字。《说苑·善说篇》记载庄辛对襄成君说：“鄂君子晳，亲楚王母弟也，官为令尹，爵为执珪”。
1957年4月在安徽省寿县城南邱家花园出土的青铜铸造“鄂君启节”，就是楚王赐给鄂君启的节。

## 轶事
據傳《越人歌》與鄂君子晳有很大關係。劉向《說苑》記載，鄂君子晳乘青翰舟泛遊之時，趁鐘鼓聲歇停，打槳的越人船夫擁楫而歌曰：
|  | 濫兮抃草濫予昌枑澤予昌州州州焉乎秦胥胥縵予乎昭澶秦踰滲惿隨河湖。 |

鄂君子晳遂请人译為楚語，译文為：
|  | 今夕何夕兮，搴舟中流。 今日何日兮，得與王子同舟。 蒙羞被好兮，不訾詬恥。 心幾頑而不絕兮，知得王子。 山有木兮木有枝，心說君兮君不知。 |

聽畢歌辭後，鄂君歡然，上前擁抱，舉繡被而覆之。